# 状態犯
状態犯（じょうたいはん）とは、刑法学上の概念、用語の一つである。犯罪が既遂となった時点で終了し、その後も違法状態は継続するが、それが構成要件で予定された範囲内である限り、新たな犯罪を構成しない犯罪をいう。その典型例としては窃盗罪、詐欺罪等があるとされる。
例えば窃盗犯人が盗品を損壊しても、器物損壊罪に該当しない。これを不可罰的事後行為という。ただし、構成要件で予定された範囲を越えている場合は別個に犯罪を構成する。また、継続犯と違い既遂時で犯罪は終了するので、その後に共犯が成立することはない。